# سیارک ۶۰۸

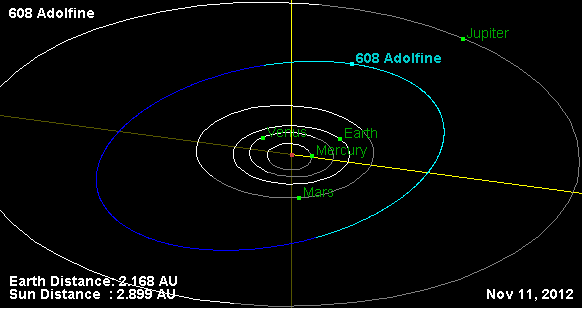
مدار سیارک ۶۰۸

سیارک ۶۰۸ (به انگلیسی: 608 Adolfine، نامگذاری:1906VD) ششصد و هشتمین سیارک کشف شده‌است که در ۱۸ سپتامبر ۱۹۰۶ و در هایدلبرگ کشف شد.
قدر مطلق سیارک برابر ۱۰٫۶۰ است.